# Philip K. Dick
Philip Kindred Dick (Chicago (Illinois), 16 december 1928 – Santa Ana (Californië), 2 maart 1982) was een sciencefictionauteur met cultstatus, vooral bekend vanwege een aantal korte verhalen die tot populaire films werden bewerkt.

## Leven
Dick werd geboren in de VS, samen met zijn tweelingzus Jane, die binnen een maand overleed. Hij woonde het grootste deel van zijn leven in Californië. Vanaf 1952 publiceerde hij een groot aantal sciencefictionverhalen, en vanaf 1960 ook sciencefictionromans. Met The Man in the High Castle won hij de prestigieuze Hugo Award voor SF-auteurs.
Relevant voor zijn werk is het feit dat Philip K. Dick vrij paranoïde was: hij wantrouwde de medemens. Aanvankelijk ging men ervan uit dat dit het gevolg was van zijn ruimhartige opvatting over drugs: hij experimenteerde regelmatig met geestverruimende middelen. Later bleek dat hij leed aan epilepsie, wat een en ander in een ander daglicht plaatste. In 1974 gebeurde er iets heel vreemds met Dick. Hij reageerde slecht op een verdovend spuitje van de tandarts en werd gedurende lange tijd geplaagd door visioenen en perioden van waanzin en psychose. Fanatiek noteerde zijn vrouw zijn visioenen, wat resulteerde in 8000 bladzijden complete nonsens. Hij gebruikte een aantal elementen daarvan in zijn latere werk.
Philip K. Dick stierf na een beroerte in 1982, net voor de film Blade Runner in de zalen uitkwam die Dick bij een ruim publiek introduceerde.

## Werken
Het werk van Dick bestaat uit 121 (gebundelde) korte verhalen en 44 romans.

### Korte verhalen
De korte verhalen zijn extreem rijk aan ideeën en thema's, en vaak bijzonder origineel qua structuur, zo rijk dat men van een paar bladzijden gemakkelijk een speelfilm kan maken. Ze werden oorspronkelijk in Amerikaanse sciencefictiontijdschriften gepubliceerd, toen Dick zich nog moest bewijzen en van hun karige opbrengst probeerde te leven. De korte verhalen zijn gebundeld in vijf lijvige delen. Verzamelaars zijn bereid hoge prijzen te betalen voor de originele Amerikaanse sciencefictiontijdschriften uit de jaren 50 en 60 die Dicks verhalen bevatten.

### Romans
Zijn romans zijn wat later ontstaan, toen Dick al goed kon leven van de pen. Ze bevatten dezelfde thema's als zijn korte verhalen, maar zijn minder gecondenseerd. Bovendien lieten ze toe dat Dick zijn personages beter kon uitdiepen. Toch vielen zijn eerste romans niet op. Al gauw kwam daar verandering in. Interessant is dat hij zijn persoonlijke problemen verwerkte in die met prijzen bekroonde romans. Dick verkeerde toen in psychische nood en zocht zijn heil in drugs en psychiatrie. Zijn romans uit het begin van de jaren 80, met Valis op kop (gebaseerd op persoonlijke ervaringen), snijden religieuze thema's aan.

## Stijl, motieven en thema's

### Wat maakt ons wie we zijn?
Het werk van Philip K. Dick is diepmenselijk: wat maakt ons wie we zijn? Welke rol speelt ons geheugen daarbij? In een aantal verhalen duikt een machine op die herinneringen van mensen kan uitvegen en/of toevoegen. In We Can Remember It for You Wholesale koop je niet een trip naar Mars, maar een herinnering van een trip naar Mars. Daarmee snijdt Dick actuele thema's aan van hersenspoeling en reclame.
In het verfilmde verhaal Impostor draagt het hoofdpersonage een bom mee in zijn hart, zonder het zelf te beseffen. Meer nog, hij blijkt een robot/kloon te zijn - zijn "echte" ik werd vermoord. Daarmee snijdt Dick expliciet het universele thema aan van de identiteitscrisis. Draagt niet iedereen een bom met zich mee, zonder het te beseffen? Ook Do Androids Dream of Electric Sheep? behandelt het mens zijn. De hoofdpersoon schakelt androïden uit daar ze zich niet op aarde mogen bewegen, maar wie of wat is hij zelf?

### Ontspoorde technologische vooruitgang
Een tweede thema is de ontspoorde technologische vooruitgang. De mensheid produceert complexe, intelligente machines. Als die machines slimmer/sterker worden dan de mens, dan kunnen ze weleens onze ondergang betekenen. In het verhaal Second Variety ontwikkelt de mens oorlogstuig dat zichzelf reproduceert. Dan blijkt plots dat die apparaten slimmer worden, dus darwinistisch evolueren (vandaar de titel). Uiteindelijk wint het oorlogstuig het van de conflicterende menselijke partijen.
In andere verhalen spelen humanoïde robots (androïden) een belangrijke rol: in Do Androids Dream of Electric Sheep? doodt een premiejager rebellerende androïden. Maar dan blijkt dat de robots heel menselijke emoties hebben: ze willen eigenlijk alleen maar een natuurlijke dood sterven. Hier gaat het thema over het idee dat elke mens een robot zou kunnen zijn, juist doordat de 'gedachte', al dan niet ingeplant, reëel is.

### Het paradoxale van de tijd
Een ander thema is het paradoxale van de tijd. Dick brengt hier twee motieven bij elkaar: het in de tijd kunnen reizen en vooruitkijken. Hij brengt die in verband met ethische vragen: als men nu weet dat iemand in de toekomst een misdaad zal begaan, is die persoon dan nu al schuldig? Dit concept, pre-crime, staat centraal in Minority Report.

### De onbetrouwbare werkelijkheid
In veel verhalen van Dick speelt het vervagen van de grens tussen de werkelijkheid enerzijds en fictie, dromen, waanvoorstellingen en gesimuleerde werkelijkheid een prominente rol. Vaak wordt de werkelijkheid ongrijpbaar, onherkenbaar en onbetrouwbaar, of wordt een fictieve werkelijkheid er onlosmakelijk deel van. Zo vervaagt/verdwijnt in Do Androids Dream of Electric Sheep?, Impostor en in Second Variety het verschil tussen mens en robot, is in We Can Remember It for You Wholesale niet meer te zeggen wat de beleefde en geïmplementeerde werkelijkheid is, geven waanvoorstellingen in A Scanner Darkly vaak juist een accuraat beeld van de werkelijkheid. Het ligt voor de hand om een verband te zien met de rol die waanvoorstellingen in Dick's leven speelden.
Opvallend is ook dat Dick in zijn laatste jaren verklaarde ervan uit te gaan dat onze werkelijkheid een simulatie is. Dit idee is inmiddels, ook wel verwoord als de simulatiehypothese of simulation theory een prominente stroming in de academische wereld.

### Geestverruiming
Tot slot is er het thema van de geestverruiming: ofwel via drugs, ofwel via religieuze openbaring ziet het personage een alternatieve werkelijkheid. Zo geeft A Scanner Darkly een verkillend accuraat beeld van drugsverslaving. Als we religie ernstig nemen, moeten we dan ook niet drugsgebruikers evengoed respecteren? Ziet niet iedereen zijn gekleurde versie van de werkelijkheid? Wat is dat dan eigenlijk nog, werkelijkheid? Maakt religie mensenlevens kapot, net zoals drugs dat doen? Of is (ware) religie een weg naar "boven" (constructief) en drugs een weg naar "beneden"(destructief), maar vertrekken ze beide vanuit hetzelfde verlangen naar "zelf"kennis? Deze thema's maken het werk van Philip K. Dick ook vandaag nog zeer actueel.

## Cultstatus en invloed
De doorbraak naar wereldwijde populariteit kwam voor Dick kort na zijn dood: in 1982 verscheen de film Blade Runner, gebaseerd op Dicks boek Do Androids Dream of Electric Sheep. Deze film verwierf heel snel cultstatus, en staat nu op het lijstje van de beste films ooit. Andere films volgden: Total Recall, Screamers, Minority Report, Paycheck, A Scanner Darkly en The Adjustment Bureau.
Opvallend is dat de filmmakers zich vaak laten inspireren door meerdere korte verhalen: zowel Paul Verhoeven als Steven Spielberg gaan daarin heel ver. Het lijkt wel alsof zij sterk gefascineerd zijn door het fictieve universum dat Dick in zijn verhalen creëert en hun eigen steentje ertoe willen bijdragen. Voorbeelden hiervan zijn de talrijke in het oog springende futuristische speeltjes die in de films opduiken: in de originele verhalen ontbreken die vaak, of worden ze slechts kort vermeld.
De literaire criticus Fredric Jameson noemde Dick de "Shakespeare van sciencefiction". Behalve de films die direct zijn afgeleid van zijn verhalen en romans beïnvloedde Dick tientallen andere films die sciencefiction thema's en bijzondere bewustzijnstoestanden behandelen, zoals The Matrix van de Wachowski's, Michel Gondry en Charlie Kaufmans Eternal Sunshine of the Spotless Mind, Spike Jonze en Charlie Kaufmans Being John Malkovich en Adaptation, Peter Weirs The Truman Show, Andrew Niccols Gattaca, Terry Gilliams 12 Monkeys, Wes Cravens A Nightmare on Elm Street, David Lynchs Mulholland Drive, Alejandro Amenábars Abre los ojos, David Finchers Fight Club, Cameron Crowes Vanilla Sky, Darren Aronofsky's Pi, Richard Kelly's Donnie Darko en Southland Tales, Christopher Nolans Memento en Inception.
Noiseband Sonic Youth maakte in 1987 het conceptalbum Sister, gebaseerd op een boek van Philip K. Dick.
Op 7 december 2010 zond de NTR een documentaire uit over Philip K. Dick van David Kleijwegt in Het uur van de wolf.

### Korte verhalen
- The Hanging Stranger (1953), verfilmd in 2017 als een aflevering van de serie Electric Dreams.

### Valis-serie
- Valis (1981)
- The Divine Invasion (1981)
- The Transmigration of Timothy Archer (1982)

### Overige romans
- Solar Lottery (1955 - ook World of Chance; De Aarde als hoofdprijs)
- The World Jones Made (1956 - Vlucht naar Venus ook De sterrenzwervers)
- The Man Who Japed (1956 - De laatste lach)
- Eye in the Sky (1957 - Het oog aan de hemel)
- The Cosmic Puppets (1957)
- Time Out of Joint (1959)
- Vulcan's Hammer (1960 -De hamer van Donar)
- Dr. Futurity (1960)
- The Man in the High Castle (1962 - Laarzen in de nacht ook De man in het hoge kasteel)
- The Game-Players of Titan (1963 - De spelers van Titan)
- Clans of the Alphane Moon (1964 - De zeven clans van de Alphaanse Maan)
- Martian Time-Slip (1964 - Martiaanse tijdsverschuiving)
- The Penultimate Truth (1964 - Uur der waarheid)
- The Simulacra (1964)
- The Unteleported Man (1964 - De eenling)
- The Three Stigmata of Palmer Eldritch (1964 - De drie stigmata van Palmer Eldritch)
- Dr Bloodmoney: or How We Got Along After the Bomb (1965 - Dr. Bluthgeld, leven na de bom)
- The Crack in Space (1966)
- Now Wait for Last Year (1966 - Wacht nu op vorig jaar)
- Counter-Clock World (1967)
- The Zap Gun (1967 - In de ban van de bom)
- The Ganymede Takeover (1967) (met Ray Nelson)
- Do Androids Dream of Electric Sheep? (1968 - De elektrische nachtmerrie ook Dromen androïden van elektrische schapen? en Bladerunner)
- Galactic Pot-Healer (1969 - De pottengenezer van de Melkweg)
- Ubik (1969 -Ubik)
- Our Friends from Frolix 8 (1970 - Onze vrienden van Frolix-8)
- A Maze of Death (1970 - Vlucht in visioenen)
- We Can Build You (1972 - De partner-industrie)
- Flow My Tears, the Policeman Said (1974 - De tranen van de politieman)
- Confessions of a Crap Artist (1975, enige non-sciencefictionroman die tijdens Dicks leven uitkwam)
- Deus Irae (1976 - met Roger Zelazny; De god der gramschap)
- A Scanner Darkly (1977 - Schimmige beelden)
- Lies, Inc. (1984)
- In Milton Lumky Territory (1984)
- Radio Free Albemuth (1985)
- Puttering About in a Small Land (1985)
- Man Whose Teeth Were All Exactly Alike (1985)
- Humpty Dumpty in Oakland (1986)
- Mary and the Giant (1987)
- Nick and the Glimmung (1988)
- The Broken Bubble (1988)
- In Pursuit of Valis (1991)
- Cantata 140 (2003)
- Voices from the Street (2007)

### Verhalenbundels
- A Handful of Darkness (1955 - Een Handvol Duisternis)
- The Variable Man (1957)
- The Preserving Machine and Other Stories (1969)
- The Father-Thing (1971)
- The Book of Philip K. Dick (1973)
- We Can Remember It for You Wholesale (1976)
- The Golden Man (1980)
- I Hope I Shall Arrive Soon (1985)
- Beyond Lies the Wub (1987)
- The Collected Stories of Philip K. Dick (1987)
- The Days of Perky Pat (1987)
- The Dark-Haired Girl (1988)
- Second Variety (1989)
- Little Black Box (1990)
- The Minority Report (1991 - Minority Report)
- The Philip K. Dick Reader (1997)
- Paycheck and 24 Other Classic Stories (2003)
- Vintage Pkd (2006)
- Human Is?: A Philip K. Dick Reader (2007)
- The Variable Man and Other Stories (2008)
- Breakfast at Twilight and Other Stories (2008)

## Adaptaties

### Films
Een aantal van Dicks verhalen is verfilmd, vaak niet onder de oorspronkelijke titel:
- Blade Runner (1982), gebaseerd op de roman Do Androids Dream of Electric Sheep?, regie door Ridley Scott met Harrison Ford en Rutger Hauer.
- Total Recall (1990), naar het korte verhaal We Can Remember It for You Wholesale, regie door Paul Verhoeven met Arnold Schwarzenegger.
- Total Recall 2070 (1999) was een Canadese televisieserie van één seizoen, die op hetzelfde verhaal was gebaseerd.
- Minority Report (2002), gebaseerd op het korte verhaal The Minority Report, regie door Steven Spielberg met Tom Cruise.
- Impostor (2001) naar het gelijknamige korte verhaal, regie door Gary Fleder met Gary Sinise.
- Screamers (1995) en zijn vervolg Screamers: The Hunting (2009), gebaseerd op het korte verhaal Second Variety.
- Paycheck (2003), naar het gelijknamige korte verhaal, regie door John Woo met Ben Affleck.
- Confessions d'un Barjo (1992), een Franse film naar de non-sciencefictionroman Confessions of a Crap Artist.
- A Scanner Darkly (2006), naar de gelijknamige roman, regie door Richard Linklater met Keanu Reeves, Winona Ryder en Robert Downey jr.
- Next (2007), losjes gebaseerd op het korte verhaal The Golden Man, regie door Lee Tamahori met Nicolas Cage en Jessica Biel
- The Adjustment Bureau (2011), naar het kortverhaal Adjustment Team (1954), in een regie van George Nolfi met Matt Damon en Emily Blunt in de hoofdrollen
- Total Recall (2012), naar het korte verhaal We Can Remember It for You Wholesale, regie door Len Wiseman met Colin Farrell, Jessica Biel en Kate Beckinsale, remake van Total Recall (1990) van Paul Verhoeven.

### Televisie
- The Man in the High Castle, Amerikaanse televisieserie, gebaseerd op het gelijknamig boek (2015-2019)

## Belangrijkste prijzen
- Hugo Award voor beste roman met The Man in the High Castle (1963)
- Campbell Memorial Award voor Flow My Tears, the Policeman Said (1975)
- British SF Award voor de roman A Scanner Darkly (1979)
- Philip K. Dick Award voor het eerst uitgereikt in 1982, het jaar van zijn dood.